# 金革哲
金革哲（金赫哲）（キム・ヒョクチョル、朝鮮語: 김혁철、英語・スペイン語:Kim Hyok Chol、1971年 - ）は、朝鮮民主主義人民共和国の外交官。国務委員会アメリカ担当特別代表。元駐スペイン大使。後述のとおり、2019年3月に処刑されたと報じられる一方、これを否定する情報もある。

## 経歴
2018年に金英哲とともにアメリカ合衆国を訪問したことにより、北朝鮮側の対米交渉のキーパーソンとして知られるようになった。
韓国に亡命した元北朝鮮外交官の太永浩のブログによれば、外語大学のフランス語科を卒業後に外務省入りし、外交戦略を立案する第9局（現政策局）を担当。2005年に行われた六者協議では北朝鮮代表の演説文も作成したとされる。スピード出世を果たし、2014年には初代駐スペイン大使に任命されるが、北朝鮮の核実験を受けて2017年、スペイン当局からペルソナ・ノン・グラータとされて国外追放処分になる。

## 2019年2月米朝首脳会談
2019年2月米朝首脳会談の準備を担った北朝鮮側実務担当者の一人であり、同年2月6日から8日かけて訪朝したアメリカのスティーブン・ビーガン北朝鮮担当特別代表と会談。2月19日には、中国の北京で首脳会談場所であるベトナム・ハノイに向かう姿が目撃されている。2月21日から26日にかけて、再びハノイでビーガン米北朝鮮担当特別代表と実務交渉を行っている。
なお、ハノイで首脳会談の準備が進められていた間の2月22日には、スペインにある北朝鮮大使館が何者かの襲撃を受け、パソコンや携帯電話を奪われる事件（在スペイン北朝鮮大使館襲撃事件）が発生。現地報道では、襲撃の目的を元大使であった金革哲に関する情報を入手するためと推測されている。

## 粛清の報道
しかし、首脳会談は決裂。その責任を取らされ、2019年3月に処刑されたと同年5月31日に韓国『朝鮮日報』で報じられた。記事によると、「消息筋」の話として、金赫哲（記事での表記）は「米帝に取り込まれ、首領を裏切った」とされ、スパイ（内通者）容疑で処刑されたとしている。
ただし、対米交渉における不手際を理由に粛清・謹慎処分となったと同時に報じられた金英哲労働党統一戦線部長、通訳のシン・ヘヨン、同行した金正恩の妹・金与正労働党第1副部長のうち、金英哲や金与正については健在が確認されており、金革哲も健在との報道もある。